# Rattus colletti
Rattus colletti es una especie de roedor de la familia Muridae.
Se encuentra en el territorio norte de Australia, en zonas de monzones costeros. Es usada como alimento en algunos casos.